# Gertrude Stiehl
Gertrude Stiehl (* 15. April 1928 in Wien; † 12. März 2018) war eine österreichische Politikerin der Sozialdemokratischen Partei Österreichs (SPÖ). Sie war von 1973 bis 1989 Abgeordnete zum Wiener Landtag und Mitglied des Wiener Gemeinderates.

## Leben
Gertrude Stiehl war zunächst Lehrerin, zuletzt war sie ab 1971 bis zur Pensionierung Direktorin der Volksschule Konstanziagasse in Wien-Donaustadt und erhielt den Berufstitel Oberschulrätin.
Ab Juli 1955 war sie in der SPÖ Wien-Donaustadt aktiv. 1969 wurde sie Mitglied, später Vorsitzende des Bezirksfrauenkomitees. Von 1972 bis 1989 war sie stellvertretende Vorsitzende der SPÖ Donaustadt. 1973 zog sie mit Beginn der 11. Wahlperiode in den Wiener Landtag und Gemeinderat ein. Von November 1984 bis Dezember 1987 war sie Dritte Präsidentin des Landtages, von Dezember 1987 bis Dezember 1989 Zweite Präsidentin. Von 1981 bis 1989 hatte sie außerdem die Funktion der stellvertretenden Vorsitzenden des Wiener SPÖ-Frauenkomitees inne. Im Dezember 1989 schied sie aus dem Landtag aus, für sie rückte Renate Winklbauer nach.
Von 1984 bis 1991 fungierte sie als Präsidentin des Wiener Volksbildungswerkes, dessen Ehrenpräsidentin sie anschließend wurde.
Gertrude Stiehl starb im März 2018 im Alter von 89 Jahren. Sie wurde am Simmeringer Friedhof bestattet.